# Serguéi Shoigú
Serguéi Kuzhuguétovich Shoigú (en ruso: Сергей Кужугетович Шойгу; Chadán, RSFS de Rusia, Unión Soviética, 21 de mayo de 1955) es un político ruso de origen tuvano y general del ejército que funge como secretario del Consejo de Seguridad de Rusia desde 2024. Un confidente cercano y aliado de Vladímir Putin, Shoigú pertenece a su siloviki.
Actualmente, se desempeña como presidente del Consejo de Ministros de Defensa de la Comunidad de Estados Independientes desde 2012. Fue ministro de Defensa de 2012 a 2024, ministro de Situaciones de Emergencia de 1991 a 2012 y, brevemente, gobernador del Óblast de Moscú en 2012.
Shoigú es responsable de la planificación y ejecución de la invasión rusa de Ucrania en 2022. En junio de 2024, la Corte Penal Internacional emitió una orden de arresto contra él bajo la sospecha de haber cometido crímenes de guerra durante el conflicto con Ucrania.

## Primeros años
Shoigú nació el 21 de mayo de 1955 en Chadan, Óblast autónomo Tuvano, de padre étnico tuvano, Kuzhuguet Shoigú y madre rusa nacida en Ucrania, Aleksandra Yakovlevna Shoigú (1924-2011), que fue miembro de la Consejo Regional Adjunto del Pueblo de Tuvá. Se graduó de la Escuela n.º 1 de la ciudad de Kizil en la República de Tuvá.
En 1977, se graduó del Instituto Politécnico de Krasnoyarsk con un título en ingeniería civil. Después de graduarse en 1977, Shoigú trabajó en proyectos de construcción en todo el país durante la próxima década, avanzando desde niveles bajos hasta convertirse en ejecutivo. En 1988, se convirtió en un funcionario menor en la rama de Abakán del Partido Comunista de la Unión Soviética, y luego en el Komsomol durante unos años. En 1990, se mudó a Moscú desde Siberia y fue nombrado jefe Adjunto del Comité Estatal de Arquitectura y Construcción de la Federación Rusa.

## Ministro de Situaciones de Emergencia (1991-2012)
En 1991, fue nombrado jefe del Cuerpo de Rescate, al que luego se le otorgaron más responsabilidades y se le cambió el nombre primero a Comité Estatal de Emergencias y, finalmente, a Ministerio de Situaciones de Emergencia, convirtiendo a Shoigú en ministro del gobierno. Se hizo popular debido a su estilo práctico de gestión y alta visibilidad durante situaciones de emergencia, como inundaciones, terremotos y actos de terrorismo. En 1999 se convirtió en uno de los líderes del partido progubernamental ruso Unidad. Fue galardonado con el premio estatal más prestigioso de Rusia, Héroe de la Federación Rusa, en 1999.

## Gobernador del Óblast de Moscú (2012)
En marzo de 2012, Shoigú fue anunciado como uno de los posibles candidatos a gobernador del óblast de Moscú. El 5 de abril de 2012, fue elegido por la Duma (legislatura) del Óblast de Moscú como tercer gobernador del Óblast de Moscú y asumió el cargo el 11 de mayo de 2012.

## Ministro de Defensa (2012-2024)

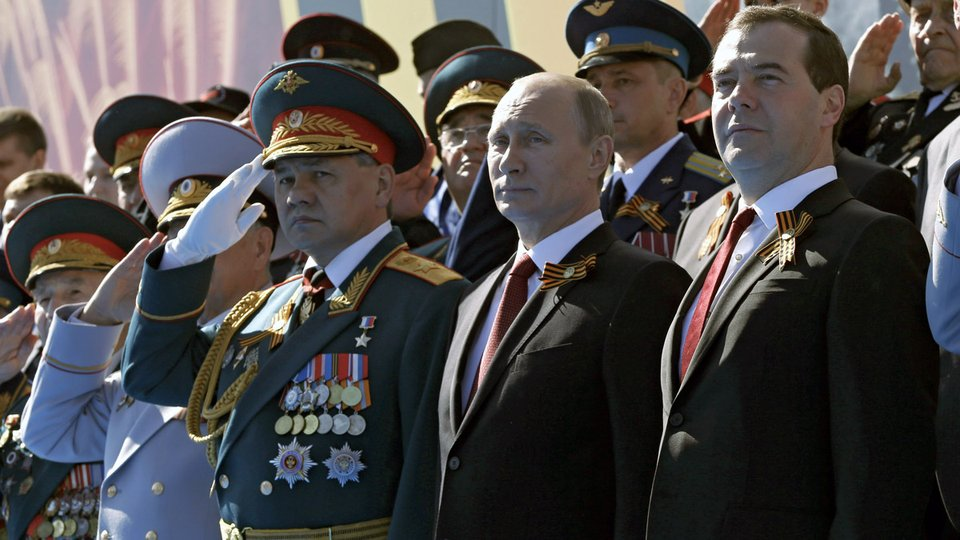
Shoigú, Vladímir Putin y Dmitri Medvédev en el Desfile del Día de la Victoria de Moscú, 9 de mayo de 2014

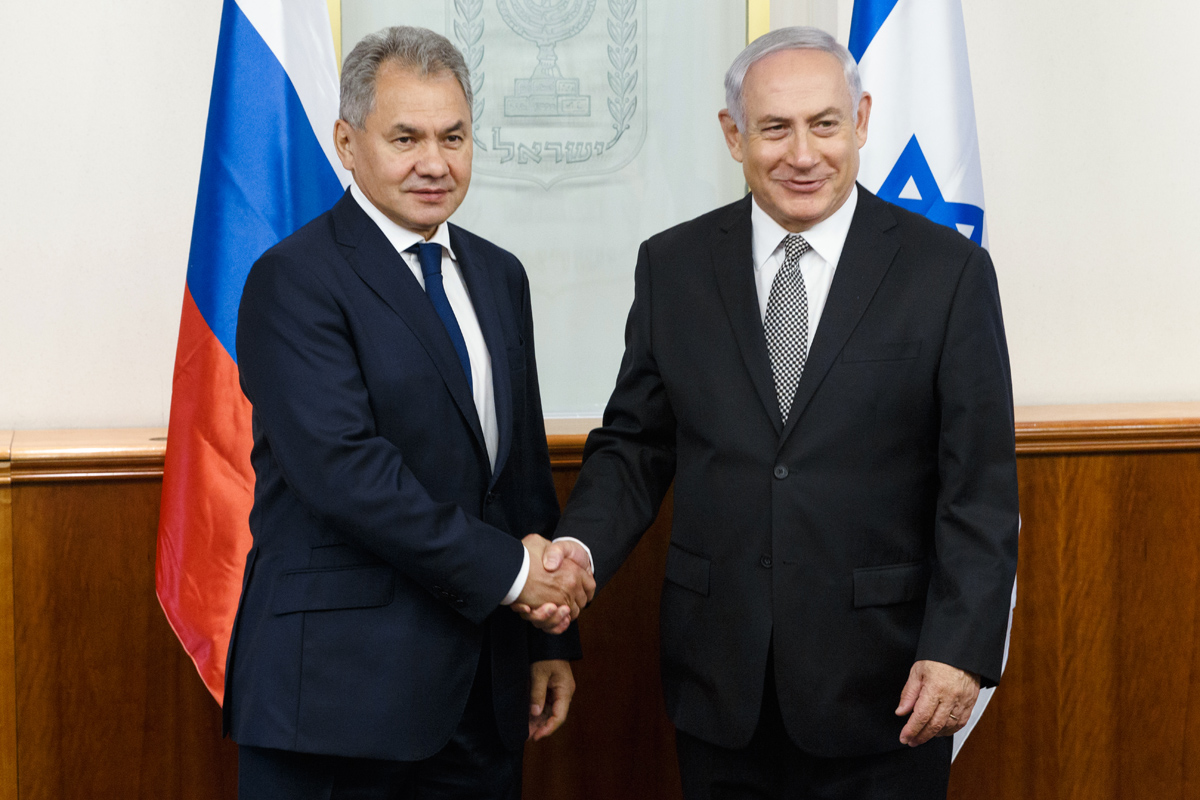
Shoigú con el primer ministro israelí Benjamín Netanyahu. 17 de octubre de 2017

El 6 de noviembre de 2012, fue nombrado ministro de Defensa por Putin. Según el experto Serguéi Smirnov, el llamado "grupo de Petersburgo" de siloviki (Serguéi Ivanov, Serguéi Chemezov y Viktor Ivanov) había querido que uno de sus asociados sucediera a Anatoli Serdiukov, pero Putin se mostró reacio a fortalecer el clan y optó por un Shoigú neutral.
El 7 de noviembre de 2012, el ministro decidió resucitar la tradición de que los cadetes Suvorov y Najimov participaran en el desfile del 9 de mayo. En julio de 2013, Shoigú ordenó a los comandantes que comenzaran todas las mañanas en los cuarteles con una interpretación del himno ruso, compilaran una lista obligatoria de lectura de libros patrióticos militares y tomaran el control de la preparación de álbumes de desmovilización. En agosto de ese año ordenó vestir a todos los trabajadores civiles del Ministerio de Defensa, otro personal y empleados administrativos con los llamados "trajes de oficina".
En febrero de 2014, Shoigú dijo que Rusia planeaba firmar acuerdos con Vietnam, Cuba, Venezuela, Nicaragua, Seychelles, Singapur y varios otros países para albergar bases militares permanentes y/o albergar estaciones de reabastecimiento de aviones en esos países. Desde entonces, solo se firmó efectivamente un acuerdo con Vietnam.
En julio de 2014, Ucrania abrió una causa penal contra Shoigú; fue acusado de ayudar a formar "grupos militares ilegales" en Ucrania oriental durante la guerra del Dombás.
El 30 de septiembre de 2015, Rusia inició una operación militar en Siria. La operación fue llevada a cabo por las Fuerzas Aeroespaciales Rusas, con el apoyo de la Armada Rusa.
Shoigú fue reelegido en 2018 (en el segundo gobierno de Medvédev) y 2020 (en el gobierno de Mishustin]]).

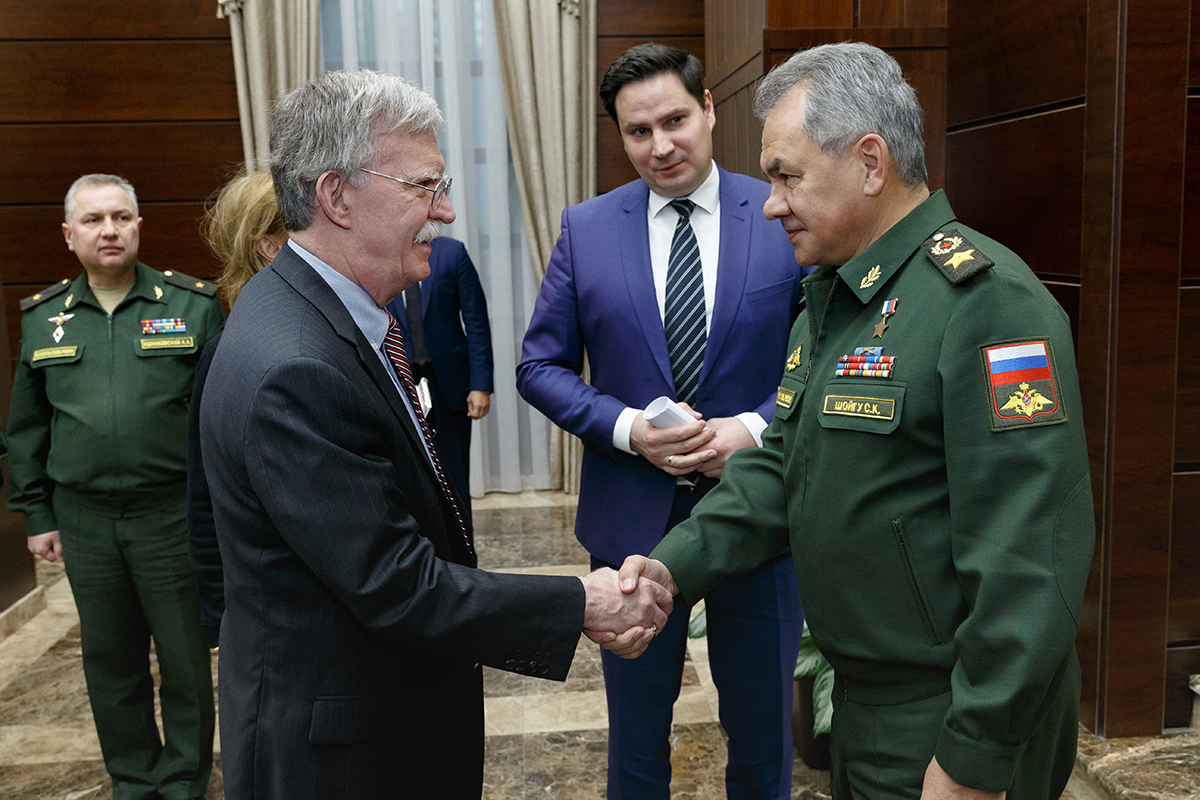
Shoigú con el asesor de seguridad nacional de Estados Unidos, John R. Bolton, en Moscú el 23 de octubre de 2018.

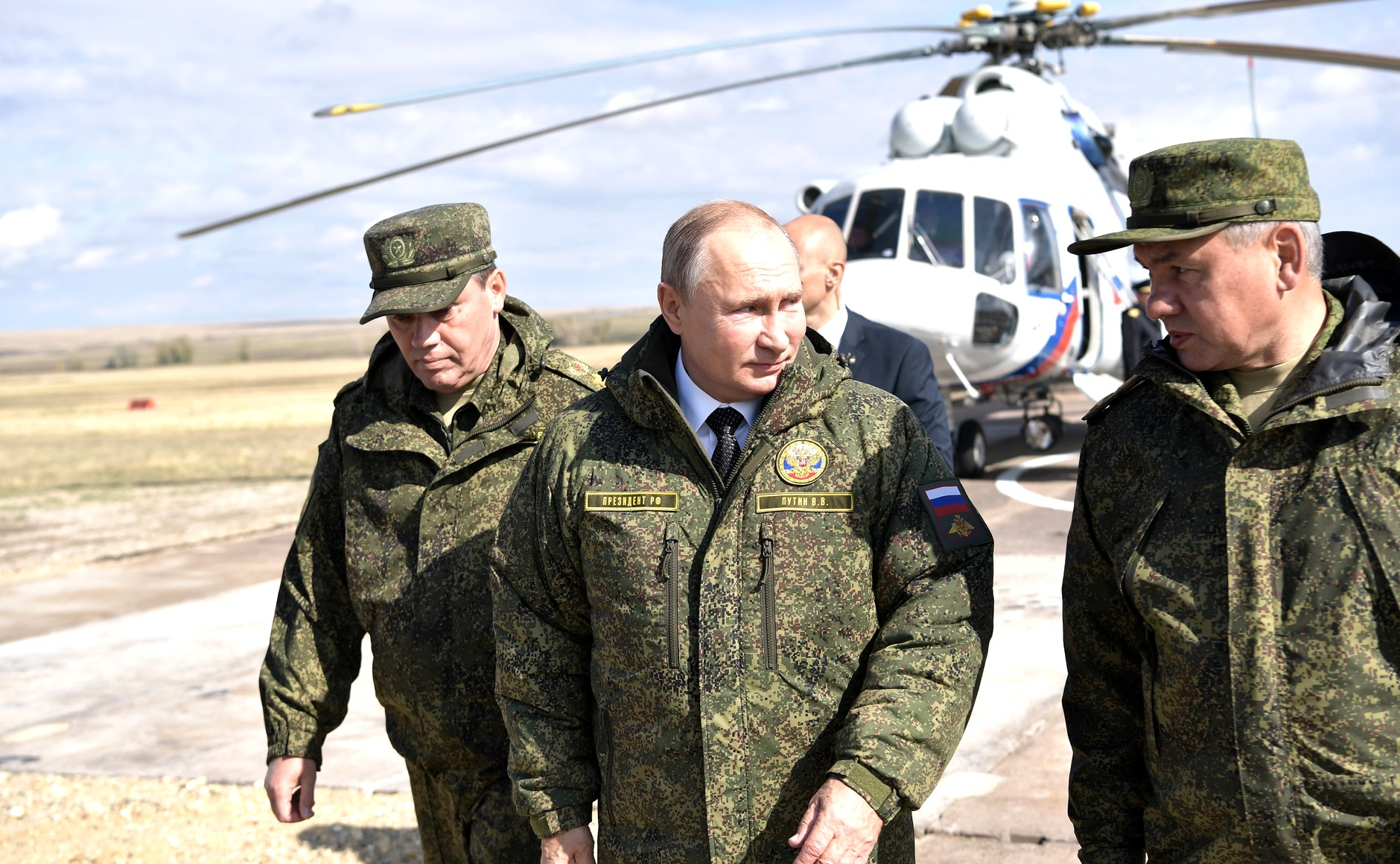
Serguéi Shoigú, el presidente de Rusia, Vladimir Putin, y el jefe del Estado Mayor, Valery Gerasimov, en los ejercicios militares Center-2019. Óblast de Oremburgo, 2019

Como ministro de Defensa, acompañó en múltiples ocasiones a Putin durante los descansos de fin de semana que la pareja pasaba en lugares no revelados en el campo siberiano.
El 11 de febrero de 2022 se reunió con el secretario de Defensa del Reino Unido, Ben Wallace. Shoigú negó que Rusia estuviera planeando una invasión de Ucrania.

### Invasión rusa de Ucrania
El 24 de febrero de 2022, Rusia lanzó una invasión militar a gran escala de Ucrania. Shoigú dijo que el propósito de la invasión "es proteger a la Federación Rusa de la amenaza militar que representan los países occidentales, que intentan utilizar al pueblo ucraniano en la lucha contra nuestro país".
Al 23 de marzo de 2022, Shoigú, que por lo general tiene una presencia activa en los medios, no se había visto en público desde el 11 de marzo de 2022. La revista de investigación Agentstvo identificó una llamada telefónica del 11 de marzo de Shoigú con el ministro de Defensa turco y una visita a un hospital como Últimos eventos públicos confirmados de Shoigú. Una reunión oficial en línea con el presidente Putin y el Consejo de Seguridad de Rusia el 18 de marzo no fue confirmada por evidencia fotográfica o de video, y el 11 de marzo se retransmitió un video del Shoigú premiando a los soldados y se describió como "hoy". Una fuente del Ministerio de Defensa declaró extraoficialmente que Shoigú tenía "problemas cardíacos"; Agentstvo no recibió respuestas oficiales del ministerio ni del portavoz del Kremlin, Dmitri Peskov. El 26 de marzo, Shoigú apareció en un video supuestamente presidiendo una reunión del ejército que se publicó en las redes sociales.

### Conflicto con Prigozhin
El 5 de mayo de 2023, el jefe de Wagner, Yevgueni Prigozhin, culpó a Shoigu y Valeri Guerásimov de "decenas de miles" de bajas de Wagner, diciendo que "Shoigú, Guerásimov, donde... ¿Es la munición? Vinieron aquí como voluntarios y se están muriendo para que puedas sentarte como peces gordos en tus oficinas de lujo".
En un vídeo publicado el 23 de junio de 2023 al inicio de la rebelión del Grupo Wagner, Prigozhin dijo que las justificaciones del gobierno ruso para la invasión rusa de Ucrania se basaban en mentiras.  Acusó al Ministerio de Defensa ruso bajo Shoigú de "tratar de engañar a la sociedad y al presidente y decirnos cómo hubo una agresión loca de Ucrania y que estaban planeando atacarnos con toda la OTAN".
A pesar de ser el blanco de la ira de Prigozhin, Shoigu no hizo apariciones públicas durante el incidente, lo que llevó a los medios rusos a especular que había perdido la confianza de Putin y que su destitución había sido una condición del acuerdo que puso fin a la rebelión el 24 de junio. Sin embargo, el 26 de junio, el Ministerio de Defensa ruso publicó un vídeo en el que supuestamente se veía a Shoigú reuniéndose con oficiales rusos en Ucrania.

## Sanciones
El 23 de febrero de 2022, la Unión Europea consideró a Shoigú responsable de apoyar e implementar activamente acciones y políticas que socavan y amenazan la integridad territorial, la soberanía y la independencia de Ucrania, así como la estabilidad o la seguridad en Ucrania. Por tanto, la Unión Europea lo añadió a la lista de personas físicas y jurídicas, entidades y organismos que figura en el anexo I del Reglamento (UE) n.º 269/2014. El 25 de febrero de 2022, luego de la invasión rusa de Ucrania, Estados Unidos agregó a Shoigú a la Lista de personas bloqueadas y nacionales especialmente designados.

## Vida personal
Según The Siberian Times, Shoigú habla nueve idiomas

### Familia
Serguéi Shoigú nació de Kuzhuguet Sereevich Shoigú (1921-2010) (nacido Shoigú Seree oglu Kuzhuguet, el orden de su nombre se cambió debido a un error en el pasaporte, según la línea oficial de Tuva; más probablemente rusificó el nombre del turco oglu " hijo de..." y Aleksandra Yakovlevna Shoigú (de soltera Kudriavtseva) (1924-2011). Kuzhuguet fue editor del periódico regional; más tarde trabajó en el Partido Comunista y para las autoridades soviéticas, y fue secretario del Comité del Partido de Tuvá. Se retiró con el rango de primer vicepresidente del Consejo de Ministros de la ASSR de Tuvá. También dirigió los Archivos del Estado de Tuvan y pasó seis años como editor del periódico Pravda; escribió las novelas Tiempo y gente, Pluma del buitre negro (2001), Tannu Tuva: el país de los lagos y los ríos azules (2004). Aleksandra nació en el pueblo de Yakovlev en el óblast Oriol. Desde allí, poco antes de la guerra, su familia se mudó a Kádievka en el Óblast de Lugansk, Ucrania. Zootécnica, Aleksandra fue una Trabajadora de Agricultura de Honor de la República de Tuvá, hasta 1979 fue jefa del Departamento de Planificación del Ministerio de Agricultura de la República, y fue elegida repetidamente diputada del Soviet Supremo (parlamento) de la RASS de Tuvá. El tío abuelo de Serguéi, Seren Kuzhuguet, fue comandante del Ejército Popular Revolucionario de Tuván de 1929 a 1938.
Serguéi tiene dos hermanas, Larisa Kuzhuguetovna Shoigú (1953–2021), quien fue diputada de la Duma Estatal, e Irina Zajárova (1960), de profesión siquiatra.
Shoigú se casó con Irina Aleksandrovna Shoigú (de soltera Antipina). Es presidenta de la empresa de turismo de negocios Expo-EM. Tienen dos hijas, Yulia (1977) y Ksenia (1991). Según Alekséi Navalni, Ksenia es un testaferro de su padre en la propiedad de un palacio en las afueras de Moscú, valorado en unos 12 millones de libras esterlinas. En 2012, la finca pasó a ser propiedad formal de Yelena Antipina.

### Aficiones

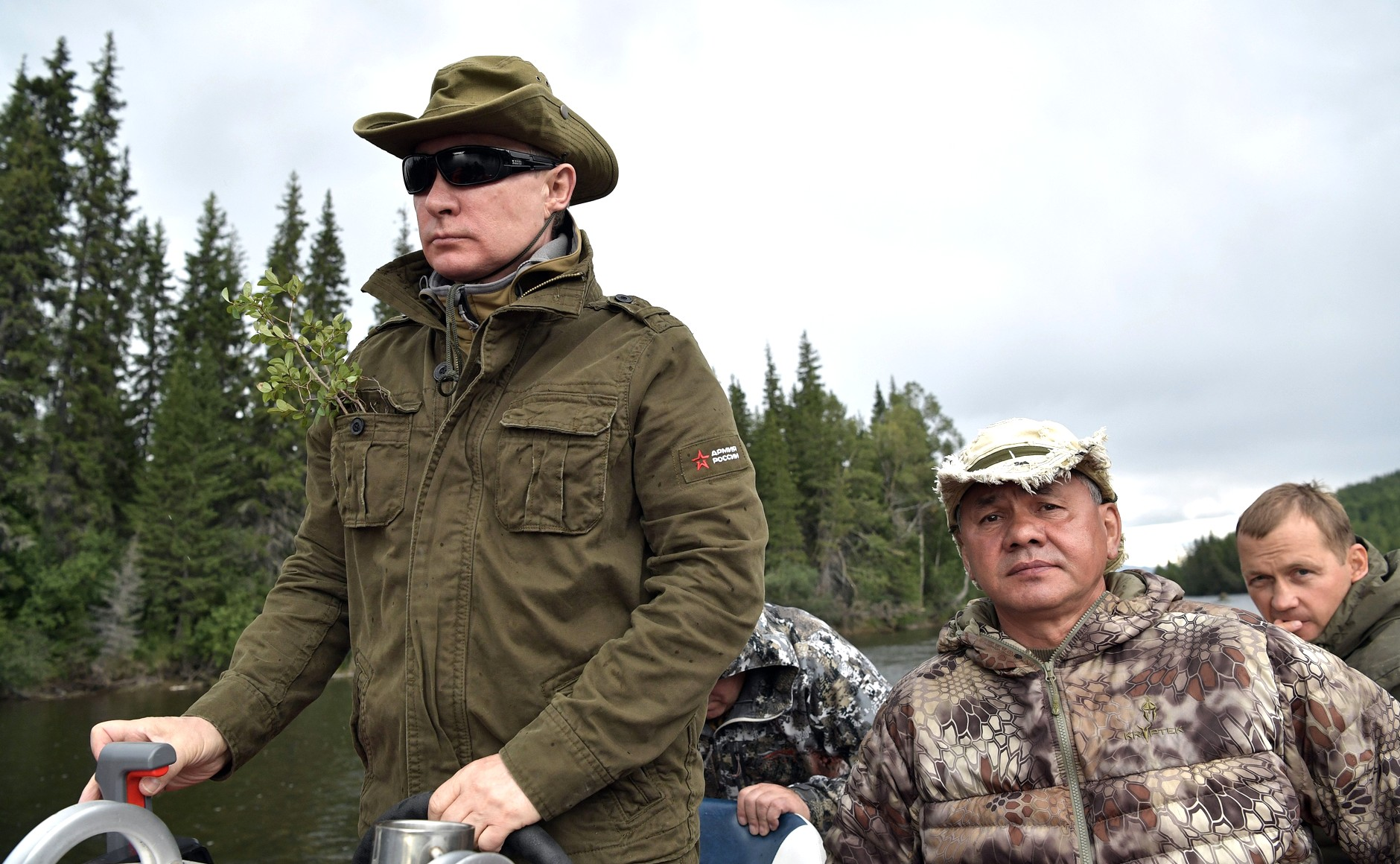
Shoigú, durante unas vacaciones en Tuvá con Putin, el 1 de agosto de 2017

Shoigú disfruta estudiando la historia de la Rusia de la época de Pedro el Grande y de 1812 a 1825 (la invasión francesa de Rusia y la revuelta decembrista). Es aficionado a los deportes y es fanático del equipo de hockey CSKA de Moscú. También le gusta el fútbol y es hincha del Spartak de Moscú, y colecciona espadas y dagas indias, chinas y japonesas. También le gustan las canciones de bardo y toca la guitarra. Hace acuarelas y gráficos. También le gusta coleccionar piezas antiguas de madera.

### Religión
Ha habido rumores de que Shoigú practica el budismo o el chamanismo. Este declaró en 2008 que fue bautizado en la Iglesia Ortodoxa Rusa a los cinco años de edad.